# Bert André
Hubertus Antonius Gerardus Maria (Bert) André (Maastricht, 6 augustus 1941 – Antwerpen, 21 mei 2008) was een Nederlands acteur, die bekendheid verwierf door tal van rollen in films en televisieseries. Hij begon aanvankelijk zijn carrière in het theater.

## Carrière

### Toneel
André speelde rollen in toneelstukken van klassieke toneelschrijvers, zoals Shakespeare, Harold Pinter, Tsjechov en Samuel Beckett. Bert André werd eerder gevraagd voor rollen die net niet op het voorplan moeten worden gespeeld. Toch speelde hij hoofdrollen zoals de boer in Het gezin van Paemel van Cyriel Buysse, al probeerde hij bewust geen Oost-Vlaams te spreken, omdat hij dat niet beheerste. Hij was bekend om zijn voorzichtige dictie en zacht timbre. Wellicht daarom kwam hij tot zijn recht in monologen zoals De contrabas van Patrick Süskind, waarin een contrabassist als ondergeschikte in een orkest aandoenlijk herkenbaar over zijn beroep vertelt in het licht van zijn verlangen te slagen in het leven.

### Film en televisie
Bert André werd vooral bekend door de rol van buurman Neuteboom in de eerste film over de familie Flodder, waarna hij in de televisieserie en de vervolgfilms te zien was. Daarnaast speelde hij rollen in meer dan 150 andere films. Er volgden gastrollen in Vlaamse televisieseries, zoals F.C. De Kampioenen, Thuis en Wittekerke.

## Privé
André was getrouwd met actrice Mieke Verheyden, met wie hij een dochter had, de Vlaamse actrice Sandrine André. Hij was de zwager van acteur Bernard Verheyden en diens echtgenote actrice Denise Zimmerman.
Begin 2007 ging zijn gezondheidstoestand snel achteruit wegens chronische leukemie. Op 21 mei 2008 overleed hij op 66-jarige leeftijd in een Antwerps ziekenhuis aan een hersenbloeding.

## Filmografie
- Moordwijven (2007) - Begrafenisondernemer
- F.C. De Kampioenen televisieserie - Broeder abt (Afl., Proost!, 2007)
- Crusade in Jeans (Kruistocht in Spijkerbroek) (2006) - Stadhouder Spiers
- Broadcast (2005) - Frans
- Vet hard (2005) - Dr. Van Isacker
- Halleluja! (2005-2008) televisieserie - Sint-Pieter
- Matroesjka's (miniserie, 2005) - Henri Boon
- Sprookjes (televisieserie, 2004-2006) - Verschillende rollen
- 10 jaar Leuven kort (2004) - Rol onbekend
- Mcdollars (2004) - Joop
- Aspe televisieserie - Herman van Cleef (Afl., Vagevuur, 2004)
- Ernstige delicten televisieserie - Gerard Gulikers (Afl., Hart van steen, 2004)
- Suske en Wiske: De duistere diamant (2004) - Oud mannetje
- Een beetje liefde (2004) - Rol onbekend
- Verder dan de maan (2003) - Aad Schiller
- Dennis televisieserie - Toon Droeshout (Afl. onbekend, 2002-2003)
- Wittekerke televisieserie - Karel Geirnaert (Afl. onbekend, 2002-2003, 2007)
- Thuis televisieserie - Marcel (Afl. 1147 & 1148, 2002)
- Baantjer televisieserie - Pastor Ger van Dongen (Afl., De Cock en het lijk in de kast, 2002)
- Snapshot (2002) - Man fotowinkel
- Stille Waters televisieserie - Antoine de Bethune (Afl. onbekend, 2001)
- Flikken televisieserie - Jozef (Afl., Thuis, 2001)
- Droge voeding kassa 4 televisieserie - Meneer Borgers (Episode 1.1, 1.2 en 2.13, 2001-2002)
- De makelaar televisieserie - Dokter Baudez (Episode 2.4, 2001)
- Novellen: Shit Happens (televisiefilm, 2001) - Rol onbekend
- Kamiels kerstverhaal (televisiefilm, 2000) - Huisbaas
- De aanspreker (1999) - Rol onbekend
- Kaas (1999) - Dokter Laarmans
- Nacht (1999) - Rol onbekend
- Devil in disguise (1999) - Brother Jacob
- Het paradijs (televisiefilm, 1998) - Jean-Pierre
- Flodder televisieserie - Buurman Ed Neuteboom (23 afl., 1993-1999)
- Recht op recht televisieserie - Meester Monnard (Afl., Geschorst, 1997)
- Sardsch televisieserie - Kommissar Martens (Afl. onbekend, 1997)
- De Zeemeerman (1996) - Ambtenaar Stoffels
- Grijs (1996) - Man 1 & 2
- Buenos Aires, Here We Come (1996) - Rol onbekend
- Heterdaad televisieserie - Kapitein Colman (Episode 1.7, 1996)
- Les hommes et les femmes sont faits pour vivre heureux...mais pas ensemble (televisiefilm, 1995) - Rol onbekend
- Flodder 3 (1995) - buurman Ed Neuteboom
- De vliegende Hollander (1995) - Cackpot
- Ventimiglia (1995) - Bert André
- U beslist televisieserie - Rol onbekend (Episode 1.6, 1995)
- Verhalen voor morgen televisieserie - Rol onbekend (Afl., Pesten, 1994)
- Gele verf (1994) - Rol onbekend
- Kats & Co televisieserie - Rector Albers (Afl., Cognac, 1994)
- La nature humaine (1993) - Rol onbekend
- De laatste vriend (1993) - Rol onbekend
- Check the Gate (1993) - Rol onbekend
- Flodder in Amerika! (1992) - Buurman Ed Neuteboom
- De luchtbrug (1992) - Rol onbekend
- Levenslang (1992) - Rol onbekend
- Ramona (1991) - Arthur
- Vol-au-vent (1991) - dove hoofdpersoon (zonder naam)
- Boys (1991) - Mr. Nellens
- Chevies and Cadies (1991) - Rol onbekend
- In de Vlaamsche pot  (1990) - gastrol als Chef Henry van de Vergulde Kip
- F.C. De Kampioenen tv serie - Sergeant De Bock (Afl., Doortje, 1990)
- My Blue Heaven (1990) - Mr. Koopmans
- Cambriole (1990) - Rol onbekend
- De schietspoeldynastie (televisiefilm, 1989) - Smid
- Rituelen (1989) - Monseigneur
- Boerenpsalm (1989) - Rol onbekend
- De zoete smaak van goudlikeur (televisiefilm, 1988) - Kelner
- Verhalen uit het Weense Woud (televisiefilm, 1987) - Rol onbekend
- Skin (1987) - Sergeant
- Mik, Mak en Mon televisieserie - Prof. Graf (1987)
- Flodder (1986) - Buurman Arie Neuteboom
- Adriaen Brouwer (miniserie, 1986) - Rol onbekend
- Les roses de Matmata (1986) - Monsieur Simon
- De vulgaire geschiedenis van Charelke Dop (televisiefilm, 1985) - Gille
- De leeuw van Vlaanderen (1985) - Eremiet (I)
- Het ongeluk (1985) - Rol onbekend
- De huisbewaarder (televisiefilm, 1984) - Aston
- Xenon televisieserie - Kapitein van de Rijkswacht (1984)
- Benvenuta (1983) - Le garçon de café
- Het Souper (televisiefilm, 1983) - Rol onbekend
- Het beest (1982) - Onderzoeksrechter
- Hiver 60 (1982) - Marinier
- De potloodmoorden (1982) - Vertommen
- Voor de glimlach van een kind (1982) - Rol onbekend
- Prima service (1982) - Zoon
- Wodka Orange (1982) - Café-uitbater
- Tijd om gelukkig te zijn (1982) - Vertegenwoordiger
- Come-Back (1981) - Pater
- Mijn mooie bioscoop (televisiefilm, 1980) - Rol onbekend
- De nieuwe Mendoza (televisiefilm, 1980) - Biederling
- De Kolderbrigade televisieserie - Piet, de fruitboer (Afl., De brief, 1980)
- Everard 't Serclaes (televisiefilm, 1979) - Goort Bossart
- Een vrouw tussen hond en wolf (1979) - Slager
- Slachtvee (1979) - Inspecteur
- De dode (1979) - Rol onbekend
- Deportatie (1979) - Rol onbekend
- Opgezet staat netjes (televisiefilm, 1978) - Rol onbekend
- Het verloren paradijs (1978) - Jan Boel
- De Collega's televisieserie - Klasseerder (Afl., De stoel, 1978)
- Het mannetje in de maan (1978) - Rufus
- Hedda Gabler (1978) - Eljert Lövborg
- In kluis (1978) - Wachter
- Doctor Vlimmen (1978) - Gedubde stem van de smid
- Het mirakel van St. Antonius (televisiefilm, 1977) - Politiecommissaris
- Soldaat van Oranje (1977) - Gekke Dirk
- Wierook en tranen (televisiefilm, 1977) - Duitse soldaat
- Lanceloet van Denemarken (televisiefilm, 1977) - Reinout
- Het dievenbal (televisiefilm, 1977) - Dupont-Dufort vader
- Le mur italien (televisiefilm, 1977) - Kamiel
- De spoken van de Torenburcht (1977) - Rol onbekend
- De komst van Joachim Stiller (1976) - Assistent lijkenhuisdirecteur
- Voorjaarsontwaken (televisiefilm, 1976) - Prof. Vliegenvanger
- Als schilders konden spreken (televisiefilm, 1976) - Rol onbekend
- De herberg in het misverstand (televisiefilm, 1976) - Middelste broer van Maarten
- Pallieter (1976) - omstander
- Clowns minus I (1976) - Rol onbekend
- Centraal Station televisieserie - Gustaaf (Afl., Met onbekende bestemming, 1974)
- Mathieu Legros, de held van Austerlitz (televisiefilm, 1974) - Mathieu
- Schapenborre (televisiefilm, 1974) - Koning
- Trouwfeest (televisiefilm, 1974) - Vader
- Weduwe Holroyd (televisiefilm, 1974) - Holroyd
- Turks Fruit (1973) - Ambtenaar
- Schapenbron (televisiefilm, 1973) - Koning
- Het levende lijk (televisiefilm, 1972) - Alexandrov, alcoholist
- Het poppenhuis (televisiefilm, 1972) - Nils Krogstad
- Louisa, een woord van liefde (1972) - Rol onbekend
- La pente douce (1972) - Ouvrier Agricole
- Poetsoek (televisiefilm, 1972) - Cenneh Machulka
- Mira (1971) - Rol onbekend
- Middenstandsbruiloft (televisiefilm, 1971) - Rol onbekend
- Politie (televisiefilm, 1970) - Hoofdcommissaris Mrozek
- Poker (televisiefilm, 1970) - Nachtwaker
- Scapin (televisiefilm, 1970) - Argante
- Wat u maar wilt (televisiefilm, 1970) - Curio
- Het helleschip (televisiefilm, 1969) - Bootsman
- De dienstlift (televisiefilm, 1969) - Gus
- Koning Lear (televisiefilm, 1969) - Ridder van Lear
- Klucht van de brave moordenaar (televisiefilm, 1969) - Floor
- Wij, Heren van Zichem televisieserie - Hilaire, waard in Leuven (1969)
- De fysici (televisiefilm, 1969) - Blocker
- Bert & Bertje televisieserie - Bert (1969)
- Hebben (televisiefilm, 1968) - De oude Vago
- Mauritius (televisiefilm, 1967) - Frits Pauch